# Mûres
Mûres é uma comuna francesa na região administrativa de Auvérnia-Ródano-Alpes, no departamento da Alta Saboia. Estende-se por uma área de 5.23 km². Em 2010 a comuna tinha 862 habitantes (densidade: 164,8 hab./km²).